# Deseo (album Loreny Rojas)
Deseo – drugi album Loreny Rojas, wydany w 2006 roku.
Większość utworów albumu Loreny Rojas zostały wykorzystane do amerykańskiej telenoweli Prawo pożądania, w którym sama Lorena Rojas zagrała główną rolę.

## Lista utworów
1. La Loba
2. El Cuerpo Del Deseo
3. Miento
4. Que Lluevan Besos
5. Sola	Letra
6. El Cuerpo Del Deseo (Remix)
7. Tu Eres
8. Nada Se Compara Contigo
9. Le Cuento A La Noche
10. Le Cuento A La Noche (Remix)

## Twórcy
- Teksty: A. Jaén, D. Cruz Sánchez, A. Slezynger, W. Vera, A. Matheus Díez, C. Zalles, R. Vergara, W. Paz, P. Cáceres, A. Ibarra, A. Torres, Lorena Rojas, M. Correa
- Wykonawcy: 
  - Lorena Rojas - wokal